# Townsend-Maulwurf
Der Townsend-Maulwurf (Scapanus townsendii) ist eine Säugetierart aus der Gattung der Westamerikanischen Maulwürfe innerhalb der Maulwürfe (Talpidae). Er kommt im westlichen Nordamerika entlang der Pazifikküste vom südlichen British Columbia bis ins nördliche Kalifornien vor. Als Lebensräume dienen vor allem offene Landschaften, seltener Wälder, in Tiefland- und Gebirgslagen. Es handelt sich um den größten Vertreter der Gattung. Die Tiere sind wie die anderen Westamerikanischen Maulwürfe an eine grabende Lebensweise angepasst. Dadurch kennzeichnet sie ein walzenförmiger Körper, ein kurzer Hals und grabschaufelartige Vordergliedmaßen. Das Fell ist zumeist grau bis schwarz, es treten aber zahlreiche Individuen mit Farbanomalien auf.
Die Grabungsaktivitäten des Townsend-Maulwurfs resultieren in ausgedehnten Gang- und Tunnelsystemen, die in mehreren Ebenen verlaufen. Zur Aufzucht des Nachwuchses legen die Weibchen einen speziellen Hügel mit Nestkammer an. Die Jungen kommen einmal jährlich im Frühjahr zur Welt und werden rund einen Monat betreut. Als standorttreues Tier unternimmt der Townsend-Maulwurf nur wenige Wanderungen. Sie sind lediglich bei Jungtieren, die ihr mütterliches Nest verlassen, ausgedehnter. Die Nahrung besteht aus Regenwürmern und Insekten, beinhaltet aber auch einen gewissen Anteil an Pflanzen. Die Art wurde im Jahr 1839 wissenschaftlich eingeführt, Erwähnung fanden die Tiere schon früher. Heute sind zwei Unterarten anerkannt. Fossilnachweise liegen kaum vor. Der Bestand ist nicht gefährdet, lokal kann es aber zu Konflikten mit Farmern und Viehzüchtern kommen.

## Merkmale

### Habitus
Der Townsend-Maulwurf ist der bei weitem größte Angehörige der Westamerikanischen Maulwürfe. Die Kopf-Rumpf-Länge variiert von 16,1 bis 18,6 cm, der Schwanz wird 3,4 bis 5,1 cm lang. Im Verhältnis zur Körperlänge ist dies der kürzeste Schwanz innerhalb der Gattung, er nimmt weniger als 25 % der Länge des restlichen Körpers ein. Das Gewicht liegt bei 64 bis 171 g. Der Geschlechtsdimorphismus ist beträchtlich, Männchen wiegen rund 22 % mehr als Weibchen. Im Habitus gleicht der Townsend-Maulwurf den anderen Gattungsmitgliedern. Der Körper hat eine walzenartige Form, der Hals ist kurz und die Vordergliedmaßen sind zu Grabschaufeln umgestaltet, bei denen die Handflächen genauso breit wie lang werden. Das kurze Fell ist dicht und besteht aus bis zu 3000 Haaren je Quadratzentimeter. Es zeigt sich zumeist grau bis schwarz, im Sommer ist es heller als im Winter. Rund 30 % aller Individuen besitzen aber abweichende Fellfärbungen. Dazu gehören weiße bis bräunliche Flecken unterschiedlicher Größe, aber auch weißlich bis gelblich gesprenkelte oder schattierte Varianten und vollständige Albinos. Die Schnauze ist üblicherweise nackt und langgestreckt, die Augen sind klein. Die Hinterfußlänge reicht von 2,3 bis 3,1 cm. Weibchen verfügen über vier Paare an Zitzen.

### Schädel- und Gebissmerkmale
Die Länge des Schädel beträgt 41,2 bis 44,6 mm, die Breite am Warzenfortsatz liegt bei 19,3 bis 21,8 mm. In der Augenregion wird er 8,4 bis 9,5 mm weit. Insgesamt ist der Schädel groß und flach. Das Rostrum zieht lang aus und ist schmal gestaltet. Ausgewachsene Individuen besitzen manchmal einen schwachen Scheitelkamm. Die Warzenfortsätze sind kräftig. Das Gebiss verfügt über 44 Zähne mit folgender Zahnformel: {\displaystyle {\frac {3.1.4.3}{3.1.4.3}}}. Typisch für die Neuweltmaulwürfe ist der erste Schneidezahn stark vergrößert. Die Zähne stehen insgesamt nicht so dicht gedrängt wie beim Kalifornischen Maulwurf (Scapanus latimanus). Alle Prämolaren sind einwurzelig. Die obere Zahnreihe erstreckt sich über 13,3 bis 14,4 mm, die untere Prämolaren-Molaren-Reihe nimmt 13,1 bis 13,3 mm in Anspruch.

### Genetische Merkmale
Der diploide Chromosomensatz lautet 2n = 34.

## Verbreitung und Lebensraum

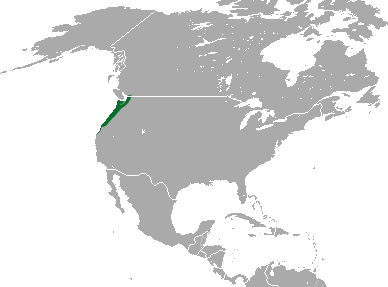
Verbreitungsgebiet des Townsend-Maulwurfs

Der Townsend-Maulwurf kommt in einem schmalen Küstenstreifen im Westen Nordamerikas vor. Das Verbreitungsgebiet erreicht seine Nordgrenze etwa auf der Höhe von Huntingdon bei Abbotsford im äußersten Süden der kanadischen Provinz British Columbia, wo die gesamte besiedelte Fläche rund 13 km² ausmacht. Südwärts erstreckt es sich über die US-amerikanischen Bundesstaaten Washington und Oregon bis nach Ferndale im Norden von Kalifornien. Es schließt dabei die Olympic Mountains in Washington sowie die Coast Range beziehungsweise die Westflanke der Kaskadenkette und einige Bereiche des Landesinneren von Oregon mit ein. Die genutzten Habitate bestehen aus Wiesen-, Weide- oder Farmland, Rasenflächen und Flusstälern. Die Tiere bevorzugen Böden mit schluffig-lehmiger Textur, die einen höheren Anteil an Humus aufweisen. Sie meiden überwiegend steinigen Untergrund. Seltener halten sie sich in Prärien, Buschland oder in Nadelwäldern auf. Die Höhenverbreitung reicht vom Meeresspiegelniveau bis auf 1615 m in den Olympic Mountains und bis auf 1677 m in der Kaskadenkette. In zuträglichen Landschaftsräumen können bis zu 12,4 Individuen je Hektar auftreten. Regionen arm an Beutetieren und wenig entwässertem Untergrund tragen hingegen nur etwa 0,4 Individuen auf einer vergleichbar großen Fläche.

## Lebensweise

### Territorialverhalten
Die Lebensweise des Townsend-Maulwurfs ist relativ umfassend untersucht. Er lebt wie alle Westamerikanischen Maulwürfe unterirdisch und gräbt Tunnel und Gänge von rund 5 cm Durchmesser. Diese können sehr ausgedehnt sein und bestehen aus mehreren Ebenen. Oberflächennahe Gänge liegen in nur 5,1 bis 15,2 cm Tiefe. Sie sind häufig mit Bodenobjekten wie verrottenden Baumstämmen und ähnlichem verbunden. Tiefere Tunnel verlaufen 15 bis 20 cm unter der Erdoberfläche, können in trockenen Jahresabschnitten aber auch 100 bis 300 cm in den Untergrund reichen. Im Winter gräbt der Townsend-Maulwurf gelegentlich zudem Gänge im Schnee, die aber insgesamt nicht sehr lang sind. An der Erdoberfläche sind die Ausgänge durch Auswurfhügel (Maulwurfshügel) erkennbar. Diese haben einen Durchmesser von 45 cm und eine Höhe von 17 cm. Mitunter können sich auf einem Hektar Fläche bis zu 805 Auswurfhügel erheben, ein beobachtetes Individuum legte in 77 Tagen über 300 Hügel an. Innerhalb der Gangsysteme befinden sich in wenig gestörten Bereichen rundliche Nestkammern. Die oberflächennahen Gänge entstehen zumeist bei der Nahrungssuche und haben temporären Charakter, die tieferen dienen als Verbindungsgänge und bilden ein stabiles System. In einigen Fällen werden sie von mehr als einem Individuum frequentiert. In der Regel überschneiden sich die Gangsysteme der einzelnen Individuen jedoch nicht. Der Townsend-Maulwurf lebt dadurch einzelgängerisch, wie es auch von zahlreichen anderen grabenden Maulwurfsvertretern bekannt ist. Teilweise gemeinsam dokumentierte Tiere lassen sich auf Extremsituationen wie Überflutungen zurückführen.
Die zurückgelegten Entfernungen des Townsend-Maulwurfs sind eher gering und übersteigen 300 m nur selten. Bei der Untersuchung von 95 ausgewachsenen Individuen in Oregon betrug die lokale Wanderung unabhängig vom Geschlecht 3 bis 57 m. Hauptsächlich in trockenen Jahresabschnitten oder in Gebieten mit einer geringen Bestandsdichte können die Wanderungen ausgedehnter sein und zwischen 15 und 116 m betragen. Individuen in etablierten Gangsystemen tendieren zu geringeren Wanderungsbewegungen. Einzelne Tunnelsysteme wurden nach Beobachtungen bis zu über sieben Monate genutzt. Deutlich ausgeprägter sind die Wanderungen von Jungtieren, die ihr mütterliches Nest verlassen, was eine Studie von 122 markierten Individuen in Oregon erbrachte. Weibliche Tiere bewegten sich in einem Zeitraum von wenigen Monaten im Durchschnitt 181 m weit mit einer Spanne von 15 bis 856 m, bei männlichen lag der Durchschnitt bei 166 m mit einer Varianz von 15 bis 722 m. Einzelne Tiere überwanden dabei auch Hindernisse wie asphaltierte Straßen. Generell ist der Townsend-Maulwurf relativ standordtreu. Dies zeigt sich darin, dass durch Überschwemmungen dislokalisierte Tiere ihre gefluteten Gänge wieder aufsuchen, wobei hier Distanzen von 113 bis 149 m zurückgelegt werden. Künstlich ausgesetzte Tiere überwanden bis zu 454 m zu ihren ursprünglichen Tunnelsystemen. Zudem ist der Townsend-Maulwurf ein guter Schwimmer, der auch Flüsse queren kann.

### Ernährung
Die Hauptnahrung des Townsend-Maulwurfs besteht aus Regenwürmern und Insekten, hinzu kommen Hundertfüßer, Schnecken, Spinnen und mitunter auch kleine Säugetiere und Pflanzen. Von insgesamt 306 untersuchten Mageninhalten der Tiere aus Oregon enthielten 85,6 % Regenwürmer beziehungsweise 30,7 % deren Kokons, 31,0 % Jungstadien von Insekten, 13,0 % Hundertfüßer sowie jeweils 2,6 % Schnecken, ausgewachsene Insekten und sonstiges. Weitere 42 Mageninhalte von Tieren der Küstenregion Kaliforniens und Oregons sowie dem Landesinneren bestanden zu 76,1 % aus Regenwürmern, zu 5,6 % aus Zweiflüglern, zu 0,9 % aus Schmetterlingen, zu 0,5 % aus Hundertfüßern, zu 0,3 % aus Käfern und je zu weniger als 0,1 % aus Hautflüglern und Heuschrecken. Insgesamt 15,9 % nahmen pflanzliches Material ein. Etwa vergleichbar erwies sich der Inhalt von rund 180 Mägen wiederum aus Oregon, hier erreichte allerdings der vegetarische Anteil teilweise über ein Drittel der Nahrungsmenge. Der Townsend-Maulwurf vertilgt dadurch neben den häufigen Regenwürmern alle Wachstumsstadien verschiedener Insekten. Pflanzennahrung beschränkt sich zumeist auf Samen, Körner, Wurzeln und Knollen. Nach Meinung einzelner Wissenschaftler weicht er bei Abwesenheit von Wasser auf Sukkulenten aus. Tiere in Gefangenschaft konnten an Fleisch und Milch gewöhnt werden. Die Nahrungssuche erfolgt in der Regel unterirdisch, selten kommt der Townsend-Maulwurf dafür an die Erdoberfläche. Durchschnittlich fasst der Magen eines Individuums etwa 3,6 g, im Maximum 9,7 g. Die täglich benötigte Nahrungsmenge liegt bei rund 57 g.

### Fortpflanzung
Die Fortpflanzung findet einmal jährlich statt. Die Paarungszeit fällt in den November. Bei männlichen Tieren ist dies mit einer Vergrößerung der Hoden verbunden. Trächtige Weibchen wurden hauptsächlich im Zeitraum vom Februar bis April beobachtet. Dies lässt eine Tragzeit von vier bis sechs Wochen annehmen. Werdende Muttertiere tragen zwischen einem und sechs Embryonen aus, durchschnittlich 2,7. Dies entspricht weitgehend auch der Anzahl der Neugeborenen, die bei einem bis vier liegt, durchschnittlich 2,9. Wenige Tage vor der Geburt legt das Weibchen ein spezielles Nest an, das oberflächennah in einer rund 1640 cm³ großen Kuhle liegt und von einem Hügel von 75 bis 125 cm Durchmesser sowie 30 bis 45 cm Höhe bedeckt ist. Relativ zentral darin befindet sich eine Nestkammer von 23 cm Länge und 15 cm Höhe, in die bis zu knapp einen Dutzend Tunnel münden. Die Nestkammer ist mit pflanzlichem Material ausgestattet, zumeist Gräser. Hierbei sind die Gräser der Innenseite häufig ausgetrocknet, sie machen 25 % der Wand aus. Die Außenseite besteht aus frischen Gräsern und umfasst 75 % der Nestwand bei einer Dicke von 5 cm. Das grüne Gras sorgt durch den Verrottungsprozess für eine höhere Wärme im Nestinneren, was zusätzlich noch durch die relative Nähe zur Erdoberfläche und die dadurch höhere Sonneneinstrahlung begünstigt wird. Die Anlage dieses speziellen Nestes mit Hügel kann bis zu fünf Tage beanspruchen, teilweise wird es im Folgejahr wiederverwendet. Es dient der Aufzucht des Nachwuchses. In Gebieten mit regelmäßigen Überschwemmungen oder hohen Niederschlagswerten während der Aufzuchtphase wie der schneereichen Westküstenregion erheben sich die Hügel auf höherem Terrain, ansonsten können sie auch in einer Ansammlung von kleineren Maulwurfshügeln entstehen.
Neugeborene messen rund 5 cm in der Länge und wiegen im Durchschnitt 5 g. Sie sind blind sowie nackt und haben noch keine Zähne, die Augen sind sichtbar und die Krallen meist weich. Die ursprüngliche Fleischfarbe der Jungen wechselt nach zehn Tagen in ein Grau. Zu diesem Zeitpunkt beträgt die Körperlänge etwa 7,5 cm und das Gewicht 20 g. Nach 15 bis 20 Tagen bei einer Körperlänge von 11,5 cm und einem Gewicht von gut 35 bis 40 g beginnt sich das Fell zu entwickeln. Etwa einen Monat nach Geburt sind die Jungen 60 bis 80 g schwer. Etwa ein Drittel aller Neugeborenen erreichen diese Phase nicht. Häufig ist dies auf die Zerstörung des Nestes etwa durch Weidetiere zurückzuführen. Der überlebende Nachwuchs verlässt spätestens nach 36 Tagen das Nest. Die Jungtiere können dann im darauffolgenden Winter beziehungsweise in einem Alter von zehn Monaten selber Nachwuchs zeugen.

### Fressfeinde, Kommensalen und Parasiten
Durch seine unterirdische Lebensweise entgeht der Townsend-Maulwurf stärkerer Bejagung durch Fressfeinde. Bedeutende Beutegreifer finden sich mit der Gummiboa unter den Schlangen sowie mit dem Rotschwanzbussard, der Schleiereule und dem Virginia-Uhu unter den Vögeln. Die Anteile im Beutespektrum sind aber jeweils gering. Von mehr als 2000 untersuchten Gewöllen von Greifvögeln und Eulen enthielten nur 13 Reste des Townsend-Maulwurfs. In 620 Gewöllen des Virginia-Uhus aus Oregon war er lediglich in Spuren nachweisbar. Ähnliches lässt sich zur Analyse von über 11.700 Gewöllen der Schleiereule aus British Columbia sagen, wie auch bei mehr als 720 Nahrungsresten des Vogels aus Oregon. Hierbei fanden sich von fast 2900 identifizierbaren Resten nur 14 der Maulwurfsart. Diese beschränkten sich hauptsächlich auf Gewölle der Zeit von Mai bis Juni und betrafen Jungtiere, die das mütterliche Nest verlassen hatten und sich an der Erdoberfläche fortbewegten.  Daneben erbeuten noch Kojoten beziehungsweise Hauskatzen und Haushunde gelegentlich einen Townsend-Maulwurf, letztere beiden fressen diesen aber zumeist nicht. Als Nutznießer der Aktivitäten des Townsend-Maulwurfs treten verschiedene Spitzmäuse wie Rotzahnspitzmäuse oder Mäuseverwandte wie Mäuse, Feldmäuse, Gebirgs-Taschenratten, Amerikanische Buschratten oder Murmeltiere in Erscheinung, wobei in der Regel die Tunnel genutzt werden.
Der Townsend-Maulwurf dient zahlreichen Parasiten als Wirt. Nachgewiesen sind vor allem äußere Schmarotzer mit einer hohen Anzahl an Milben. Unter diesen kommen die Raubmilben sowie Verwandte mit Androlaelaps, Eulaelaps beziehungsweise Haemogamasus und die Hornmilben mit Scalopacarus vor, weiterhin sind auch Eadiea, Listrophorus, Protomyobia, Radfordia und Pygmephorus als Angehörige der Prostigmata dokumentiert. Des Weiteren vertritt Ixodes die Zecken, während die Flöhe unter anderem über Corypsylla und Nearctopsylla belegt sind. Daneben ließen sich auch einzelne nicht-parasitäre Milben feststellen. Innere Parasiten stellen unter anderem Bandwürmer mit Vampirolepis und Kratzwürmer mit Echinorhynchus dar.

## Systematik
Der Townsend-Maulwurf ist eine Art innerhalb der Gattung der Westamerikanischen Maulwürfe (Scapanus). Die Gattung besteht aus insgesamt fünf Vertretern und gehört wiederum zur Familie der Maulwürfe (Talpidae). Innerhalb dieser formen sie zusammen mit einigen weiteren Gruppen aus Nordamerika und Asien die Tribus der Neuweltmaulwürfe (Scalopini). Die Neuweltmaulwürfe stellen vergleichbar den Eigentlichen Maulwürfen (Talpini) grabende Angehörige der Familie dar, andere Vertreter leben nur teils unterirdisch, bewegen sich auf der Erdoberfläche fort oder verfolgen eine semi-aquatische Lebensweise. Laut molekulargenetischen Untersuchungen trennten sich die Neuweltmaulwürfe im Oberen Eozän vor rund 39 bis 35 Millionen Jahren von den anderen Triben der Maulwürfe ab. Die Tribus lässt sich in zwei Entwicklungslinien aufgliedern: die Parascalopina und die Scalopina. Beide sind vor allem an der Ausprägung des Metastylids am unteren zweiten Molar differenzierbar. Den Scalopina fehlt das Metastylid, bei den Parascalopina hingegen kommt es vor. Beide Linien bestehen bereits seit dem Unteren Miozän vor 21,4 Millionen Jahren. Die Westamerikanischen Maulwürfe sind den Scalopina zuzurechnen und stehen somit in einer engeren Beziehung zum Ostamerikanischen Maulwurf (Scalopus). Die Diversifizierung der Scalopina datiert in das Mittlere Miozän vor gut 14 Millionen Jahren zurück, eine deutlichere Auffächerung der Westamerikanischen Maulwürfe ist seit dem Übergang vom Miozän zum Pliozän vor gut 6 Millionen Jahren zu verzeichnen. Die Schwesterart des Townsend-Maulwurfs bildet höchstwahrscheinlich der Pazifische Maulwurf (Scapanus orarius).

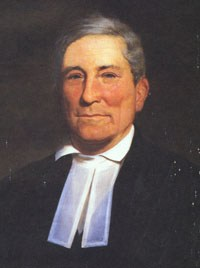
John Bachman

Die wissenschaftliche Erstbeschreibung des Townsend-Maulwurfs geht auf John Bachman aus dem Jahr 1839 zurück. Er führte sie unter der Bezeichnung Scalops townsendii durch und damit innerhalb der Gattung des Ostamerikanischen Maulwurfs. Dafür hatte Bachman zwei Exemplare zur Verfügung, die ihm von Thomas Nuttall und von John Kirk Townsend überbracht worden waren. Beide hatten eine Zeitlang auf einer gemeinsamen Expedition den pazifischen Westen Nordamerikas durchstreift. Townsend widmete Bachman auch seine neue Art. Das Exemplar von Nuttall, das Bachman genauer vorstellte und mit Körpermaßen angab, wurde im Jahr 1896 als Lectotyp der Art bestimmt, ist aber heute verloren. Townsends Individuum stammt vom Ufer des Columbia River, für den Maulwurf von Nuttall nahm dies Bachman aufgrund fehlender genauerer Angaben jedoch nur an. Das Flussgebiet wird dennoch als Typusregion der Art betrachtet. Bereits zehn Jahre zuvor hatte John Richardson einen großen Maulwurf aus dem westlichen Nordamerika beschrieben und ihn als Scalops canadensis bezeichnet. Als Verbreitung gab er den Columbia River und die angrenzende Pazifikküste an. Der Name war wiederum zuvor von anderen Autoren wie Anselme Gaëtan Desmarest 1820 oder Richard Harlan 1825 verwendet worden, bezog sich aber auf den Ostamerikanischen Maulwurf und gilt als ein Synonym für diesen. Vom Ostamerikanischen Maulwurf wichen sowohl Richardsons Beschreibung als auch Bachmans Exemplare durch ihre Größe und den unterschiedlichen Gebissaufbau ab, worauf letzterer aufmerksam machte. Die heute gültige Gattungsbezeichnung Scapanus wurde im Jahr 1848 von Auguste Pomel eingeführt. Hierbei wies er den Townsend-Maulwurf als Typusart aus, ordnete ihr aber gleichzeitig auch den Haarschwanzmaulwurf (Parascalops) bei. John Cassin kreierte im Jahr 1853 mit Scalops metallescens und Scalops aeneus zwei Synonymformen, deren jeweilige Belegexemplare in Oregon gefangen worden waren. Erstere Form wird aber als Nomen nudum betrachtet.
Es werden zwei Unterarten des Townsend-Maulwurfs anerkannt:
- S. t. olympicus M. L. Johnson & Yates, 1980; Olympic Mountains
- S. t. townsendii (Bachman, 1839); Nominatform, gesamtes Verbreitungsgebiet

Die Beschreibung von S. t. olympicus im Jahr 1980 durch Murray L. Johnson und Terry L. Yates erfolgte an mehreren Individuen. der Holotyp, ein Weibchen von 19,7 cm Gesamtlänge, wurde an der Hurricane Ridge im Clallam County des US-Bundesstaates Washington in 1615 m Höhe gefangen. Gegenüber der Nominatform ist die Unterart deutlich kleiner, unterscheidet sich ansonsten aber wenig. Allerdings scheint sie auf die höheren Lagen des Gebirges beschränkt zu sein und ist daher an die dortigen rauheren Bedingungen angepasst. Die Pflanzengemeinschaft besteht aus Wiesen mit Seggen, Lupinen sowie Vogelknöterichen und ist von Felsengebirgs-Tannen durchsetzt. Da die Landschaft sehr reich an Schnee ist, der von Mitte Oktober bis zum späten Juli auftreten kann, bezeichneten ihn die Autoren auch als „Schnee-Maulwurf“. Die Tiere sind daher an feuchte, tiefgründige Böden gebunden. Von den übrigen Populationen des Townsend-Maulwurfs in der regionalen Umgebung, die häufig in tieferen Lagen vorkommen, wird S. t. olympicus durch dichte Wälder, steile Hänge und steinreiche Flussbetten getrennt, die nur wenige Wanderungsbewegungen zulassen.
Es sind keine eindeutigen Fossilreste des Townsend-Maulwurfs belegt. Ein einzelner Zahn, ein oberer hinterer Prämolar, vom Castle Butte in den oberen Abschnitten der Glenns-Ferry-Formation im US-Bundesstaat Idaho entspricht in seiner Größe der rezenten Art, weicht aber morphologisch etwas ab. Er wird der Grand View fauna zugewiesen, die mit Altersdaten um 2,6 bis 1,9 Millionen Jahren in das Unterste Pleistozän gehört. Aus älteren Abschnitten der Glenns-Ferry-Formation kamen Reste von Scapanus hagermanensis zu Tage, eine ausgestorbene Form. Sie entstammen der Hagerman fauna und sind in das Pliozän einzustufen. Diese Art ist deutlich kleiner als der Townsend-Maulwurf, steht aber der Verwandtschaftsgruppe aus diesem und dem Pazifischen Maulwurf näher als dem Kalifornischen Maulwurf (Scapanus latimanus). Die Gattung Scapanus selbst trat erstmals im Verlauf des Miozän auf.

## Bedrohung und Schutz
Es sind keine größeren Bedrohungen des Townsend-Maulwurfs bekannt. Lokal kann es zu Konflikten mit örtlichen Farmern und Viehhaltern kommen, da die Tiere Nutzpflanzen beschädigen oder mit Erdauswurfmaterial bedecken beziehungsweise das Weideland beeinträchtigen. Als Folge davon treten Ernteausfälle oder geringere Auslastungen von Nutztieren etwa bei Milchkühen auf. Die Bekämpfung des Townsend-Maulwurfs erfolgt häufig mit Tierfallen (überwiegend Klapp- und Springfallen), was aber nur für kleinere Areale effektiv ist, oder aber mit Hilfe verschiedener Gifte wie Strychnin. Ebenso werden die Nester für die Jungtiere zerstört. Andererseits vertilgt der Townsend-Maulwurf zahlreiche schädliche Insekten oder vermischt durch seine Grabungsaktivitäten Bodensubstrate unterschiedlicher Güte. Er steigert dadurch die ökologische Qualität einer Landschaft. In der Vergangenheit wurden die Tiere wegen ihres Felles gejagt, was heute aber keine größere Rolle mehr spielt. Die IUCN stuft die Art aufgrund ihrer weiten Verbreitung in die Kategorie „nicht gefährdet“ (least concern) ein. Sie ist in mehreren Naturschutzgebieten präsent, so im Olympic-Nationalpark im US-Bundesstaat Washington und im Redwood-Nationalpark in Kalifornien. Der kanadische Bestand, der möglicherweise nur 450 ausgewachsene Individuen umfasst, gilt als gefährdet.